# Соціум. Альманах соціальної історії
«Соціум. Альманах соціальної історії» — спеціалізований науковий збірник Інституту історії України НАН України та сектору соціальної історії як окремого його структурного підрозділу, присвячений висвітленню проблем соціальної історії середньовіччя й раннього Нового часу. Головний редактор — академік НАН України В.Смолій, відповідальний редактор — доктор історичних наук, професор В.Горобець.
Заснований 2002 з метою координації н.-д. діяльності вчених-гуманітаріїв, які працюють у сфері т. зв. нової соціальної історії, відкриття нових дослідницьких горизонтів й адаптації новітніх теоретико-методологічних розробок на ґрунті українського історіописання. Упродовж 2002—10 побачили світ 9 випусків альманаху.
На сторінках альманаху, враховуючи потребу прискореного подолання у вітчизняній історіографії того шляху, який європейська історіографія долала майже півстоліття, представлені як дослідження, що відповідають профілю структурно-інституційної, так і культурно-антропологічної, соціальної, історії. Редакторська політика альманаху передбачає публікацію і багатожанрових за своїм змістовим наповненням випусків, в яких із номера в номер продовжуються постійні та вводяться нові рубрики (історія соціальних спільнот, історична конфліктологія, історія приватного життя і повсякдення, історія уявлень й ідей, історія родини та гендерних взаємин тощо), і підготовку випусків вузько тематичних, присвячених з'ясуванню суті окремих важливих дослідницьких проблем (напр., соціальна стратифікація та соціальна мобільність у ранньомодерній Україні та Європі загалом; місце насильства в соціальній взаємодії різних соціумів та шляхи пошуку ними порозуміння; соціокультурне наповнення феномену конфлікту; особливості сприйняття понять «вірність» та «зрада» різними соціальними групами та верствами в різних історичних умовах і соціокультурних контекстах тощо).
За своїм характером альманах є міждисциплінарним: у ньому представлені дослідження не лише істориків, а й філософів, антропологів, мистецтвознавців, релігієзнавців, причому як з України, так і представників наукових шкіл із-за кордону — Польщі, Росії, США, Канади, Литви, Білорусі, Угорщини, Німеччини, Франції.
Електронна версія щорічника розміщена на вебсайті Інституту історії України НАН України: http://www.history.org.ua.